# Schindleria brevipinguis
Schindleria brevipinguis là một loài cá biển trong họ Schindleriidae.